# Leakitherium
Leakitherium — вимерлий рід гієнодонтових ссавців родини Hyainailouridae. Скам'янілості (2 колекції) знайдено в Кенії та Уганді. Описано 1 вид: Leakitherium hiwegi.